# Гаррісон (Арканзас)
Гаррісон (англ. Harrison) — місто (англ. city) в США, адміністративний центр округу Бун штату Арканзас. Населення — 13 069 осіб (2020).

## Географія
Гаррісон розташований на висоті 320 метрів над рівнем моря за координатами 36°14′32″ пн. ш. 93°7′11″ зх. д. / 36.24222° пн. ш. 93.11972° зх. д. (36.242183, -93.119826).  За даними Бюро перепису населення США в 2010 році місто мало площу 28,77 км², з яких 28,70 км² — суходіл та 0,07 км² — водойми.

## Демографія
Згідно з переписом 2010 року, у місті мешкали 12 943 особи в 5597 домогосподарствах у складі 3372 родин. Густота населення становила 450 осіб/км².  Було 6043 помешкання (210/км²). 
Расовий склад населення:
| - 96,2 % — білих - 0,7 % — азіатів - 0,6 % — корінних американців - 0,3 % — чорних або афроамериканців |

До двох чи більше рас належало 1,6 %. Іспаномовні складали 2,2 % від усіх жителів.
За віковим діапазоном населення розподілялося таким чином: 23,2 % — особи молодші 18 років, 57,8 % — особи у віці 18—64 років, 19,0 % — особи у віці 65 років та старші. Медіана віку мешканця становила 38,9 року. На 100 осіб жіночої статі у місті припадало 88,2 чоловіків;  на 100 жінок у віці від 18 років та старших — 83,0 чоловіків також старших 18 років.
Середній дохід на одне домашнє господарство  становив 44 494 долари США (медіана — 32 323), а середній дохід на одну сім'ю — 51 731 долар (медіана — 40 316). Медіана доходів становила 38 241 долар для чоловіків та 30 235 доларів для жінок. За межею бідності перебувало 23,2 % осіб, у тому числі 27,9 % дітей у віці до 18 років та 15,4 % осіб у віці 65 років та старших.
Цивільне працевлаштоване населення становило 5349 осіб. Основні галузі зайнятості: освіта, охорона здоров'я та соціальна допомога — 20,2 %, мистецтво, розваги та відпочинок — 14,6 %, транспорт — 12,9 %, виробництво — 11,9 %.
За даними перепису населення 2000 року в Гаррісоні мешкало 12 152 людини, 3260 сімей, налічувалося 5259 домашніх господарств і 5747 житлових будинків. Середня густота населення становила близько 459 осіб на один квадратний кілометр. Расовий склад Гаррісона за даними перепису розподілився таким чином: 97,24% білих, 1,00% — чорних або афроамериканців, 0,74% — корінних американців, 0,51% — азіатів, 0,02% — вихідців з тихоокеанських островів, 0,77% — представників змішаних рас, 0,62% — інших народів. іспаномовні склали 1,53% від усіх жителів міста.
З 5259 домашніх господарств в 28,7% — виховували дітей віком до 18 років, 48,3% представляли собою подружні пари, які спільно проживали, в 10,8% сімей жінки проживали без чоловіків, 38,0% не мали сімей. 33,7% від загального числа сімей на момент перепису жили самостійно, при цьому 14,6% склали самотні літні люди у віці 65 років та старше. Середній розмір домашнього господарства склав 2,22 особи, а середній розмір родини — 2,84 особи.
Населення міста за віковим діапазоном за даними перепису 2000 року розподілилося таким чином: 22,6% — жителі молодше 18 років, 10,0% — між 18 і 24 роками, 25,8% — від 25 до 44 років, 21,1% — від 45 до 64 років і 20,5% — у віці 65 років та старше. Середній вік мешканця склав 39 років. На кожні 100 жінок в Гаррісоні припадало 85,4 чоловіків, у віці від 18 років та старше — 81,3 чоловіків також старше 18 років.
Середній дохід на одне домашнє господарство в місті склав 27 850 доларів США, а середній дохід на одну сім'ю — 34 009 доларів. При цьому чоловіки мали середній дохід в 27 934 долара США на рік проти 18 873 долара середньорічного доходу у жінок. Дохід на душу населення в місті склав 16 909 доларів на рік. 11,5% від усього числа сімей в окрузі і 16,2% від усієї чисельності населення перебувало на момент перепису населення за межею бідності, при цьому 18,5% з них були молодші 18 років і 12,2% — у віці 65 років та старше.

## Історія

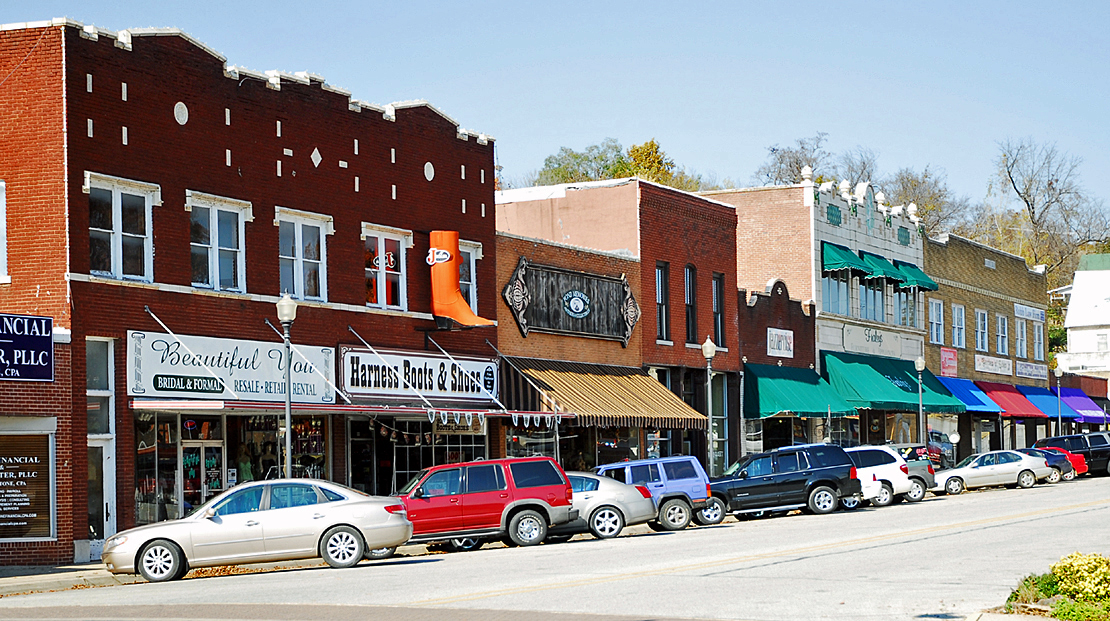
Історичний центр міста

Першими жителями території, на якій наразі розміщується Гаррісон, були доісторичні індіанці, які будували свої житла в земляних печерах вздовж річкових обривів. У більш пізній час на плато Озарк мало панувало плем'я Осейдж з групи народів сіу, основне поселення яких, як вважають історики, розташовувалось на схід від нинішнього міста Гаррісон.
Близько 1816 в район Озарк перекочували індіанці іншого племені черокі, які в подальшому не змогли мирно ужитися з Осейджом. Постійна ворожнеча між двома великими племенами призвела до повномасштабної війни в горах Озарка. В 1830-х роках обидві народи були примусово виселені на індіанську Територію.
Округ Бун був сформований 1869 року майже одразу після закінчення Громадянської війни. Місто Гаррісон було засноване в тому ж році і спочатку будувалося, як адміністративний центр нового округу. Новий населений пункт отримав свою назву на честь офіцера армії союзників Л. Гаррісона, який обстежив територію під майбутнє місто та першим закладав його нові будови.

## Транспорт
Повітряні перевезення міста та прилеглих околиць обслуговує Регіональний аеропорт округу Бун, розташований в п'яти кілометрах на північний захід від центру Гаррісона. Регулярні рейси з аеропорту в Мемфіс (Теннессі) та Канзас-Сіті (Міссурі) виконує регіональна авіакомпанія SeaPort Airlines.